# Vysoká škola výtvarných umění v Drážďanech
Vysoká škola výtvarných umění v Drážďanech (německy Hochschule für Bildende Künste Dresden; zkráceně HfBK Dresden) je státní vzdělávací instituce založená v roce 1764 a jedna z nejstarších uměleckých vysokých škol v Evropě. V současné době zde studuje přibližně 500 studentů.

## Budovy

### Umělecká akademie na Brühlské terase
Na exponovaném místě, na Brühlské terase, hned vedle Frauenkirche, sídlí Umělecká akademie, jedna ze tří budov dnešní Vysoké školy výtvarných umění v Drážďanech. Její čtyřkřídlou dispozici, která byla postavena v letech 1887–1894, navrhl Constantin Lipsius. Vzhledem k její monumentalitě a kvůli jejímu umístění se jednalo o kontroverzní stavbu. Budova, jejíž skleněná kopule je pro svůj tvar přezdívána „lis na citróny“, sloužila jako sídlo Umělecké akademie a jako výstavní sál Saského uměleckého spolku, jenž je od roku 2005 využíván jako výstavní hala Státních uměleckých sbírek Drážďany. V roce 1945 utrpěly všechny budovy značné škody následkem požáru. Roku 1952 byly již opraveny do té míry, že akademie mohla znovu zahájit výuku. V letech 1991–2002 následovaly rozsáhlé sanační práce na Lipsiově stavbě, jejíž části poničené za druhé světové války byly rekonstruovány. Budova na Brühlské terase je sídlem ateliérů výtvarného umění, grafických dílen, rektorátu a výstavních prostor školy, v nichž se koná každoroční výstava diplomových prací.

### Škola užitého umění vGüntzstraße

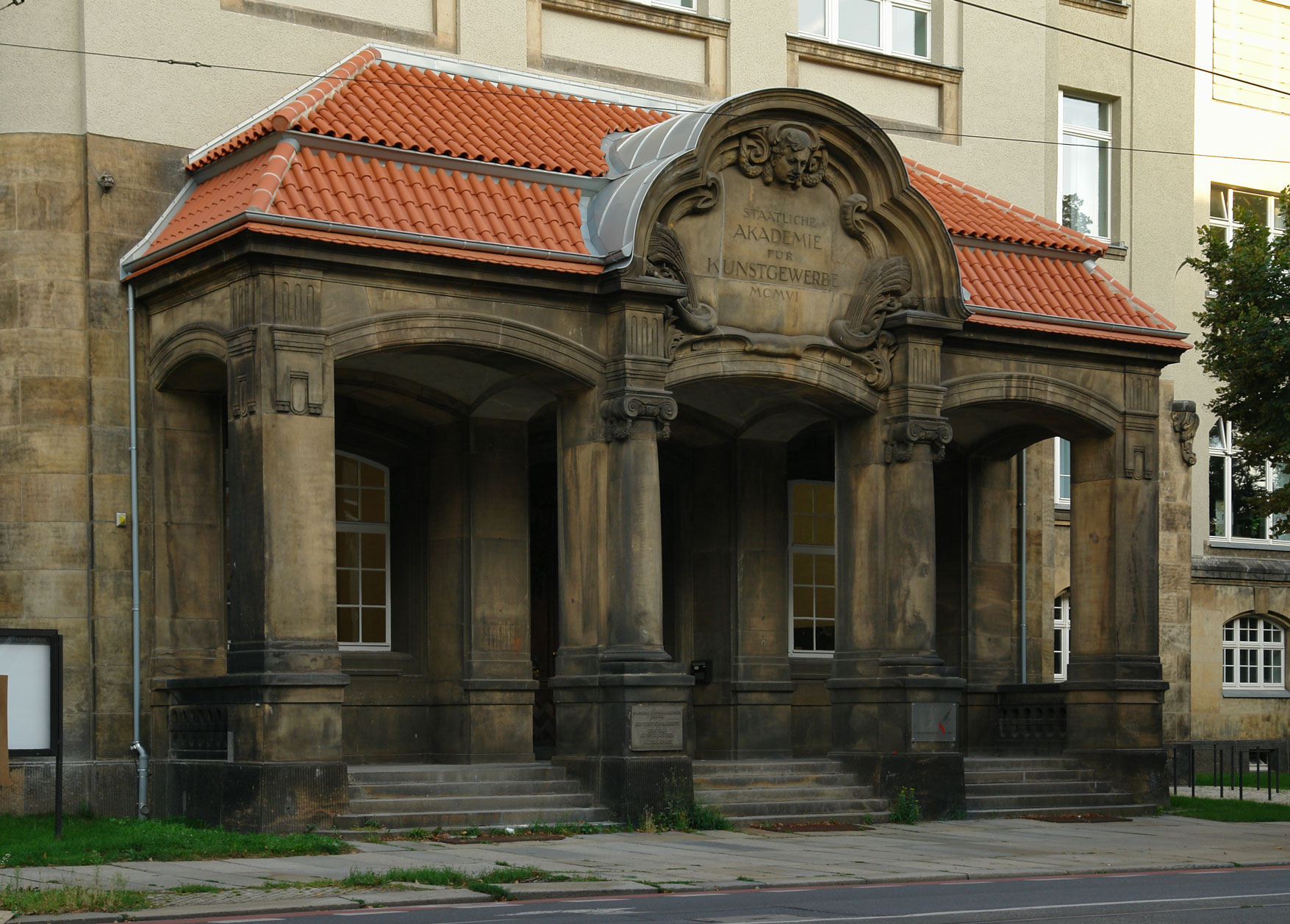
Vstupní portál budovy v Güntzstraße

Dílny a ateliéry pro studijní obory restaurování, scénické a kostýmní výtvarnictví a odborný kurz divadelní výpravy se nacházejí v Güntzstraße 34, v Johannstadtu, v budovách bývalé Akademie užitých umění.

### Pfotenhauerstraße
Vysoká škola má v Pfotenhauerstraße 81/83 a rovněž v Johannstadtu, sochařské oddělení, jehož dílny a ateliéry byly postaveny roku 1910 na rozsáhlém pozemku. Začátkem července se každoročně koná výstava diplomových prací na Brühlské terase a v Pfotenhauerstraße.

## Historie
V roce 1764 byla jménem kurfiřta Fridricha Kristiána Saského založena Všeobecná umělecká akademie malířství, sochařství, mědirytectví a stavitelství. V letech 1768–1786 sídlila ve Fürstenberském domě. Jejím prvním vedoucím byl Francouz Charles Hutin. Po Hutinově smrti roku 1776 nastoupil na místo úřadujícího ředitele akademie Johann Eleazar Zeissig, známý jako Schenau, dalším ředitelem byl např. Giovanni Battista Casanova. Všeobecná akademie byla nástupkyní drážďanské kreslířské a malířské školy založené v roce 1680, která byla jednou z nejstarších uměleckých akademií v německy mluvících zemích.
V Polytechnické škole na náměstí Antonplatz byla v letech 1875/76 založena Královská saská škola užitého umění. Jako jedno z jejích oddělení vzniklo roku 1876 Uměleckoprůmyslové muzeum. V letech 1906/08 se instituce přestěhovala do nové pro ni určené budovy. V roce 1914 se Uměleckoprůmyslové muzeum osamostatnilo a dnes se nachází v zámku Pillnitz. Ze Školy užitého umění se stala Státní vysoká uměleckoprůmyslová škola, jež byla roku 1950 sloučena s Akademií výtvarných umění, čímž vznikla Vysoká škola výtvarných umění v Drážďanech.

## Studijní programy
Studijní program Výtvarné umění (malířství, volná grafika, sochařství, nová média) zahrnuje 10 semestrů a je uzavřen diplomem. Studijní program Umělecká technologie, konzervování a restaurování uměleckých a kulturních statků patří k nejstarším svého druhu v Německu. Studijní programy Jevištní a kostýmní výtvarnictví a Divadelní design se vyznačují praktickým prolínáním designových a řemeslných disciplín. Díky školnímu divadlu, které bylo dokončeno v roce 2000, a dobře vybavené zkušebně, vytvořila škola optimální pracovní podmínky pro pořádání divadelních kurzů. Obdobný postgraduální kurz Arteterapie, jenž byl založen v roce 1996, nabízí v Německu již jen Vysoká umělecká škola Weißensee v Berlíně. Po absolvování studia dostávají umělci a pedagogové možnost kvalifikovat se v umělecko-sociální oblasti.

## Aktuální profesoři uměleckých disciplín

### Výtvarná umění

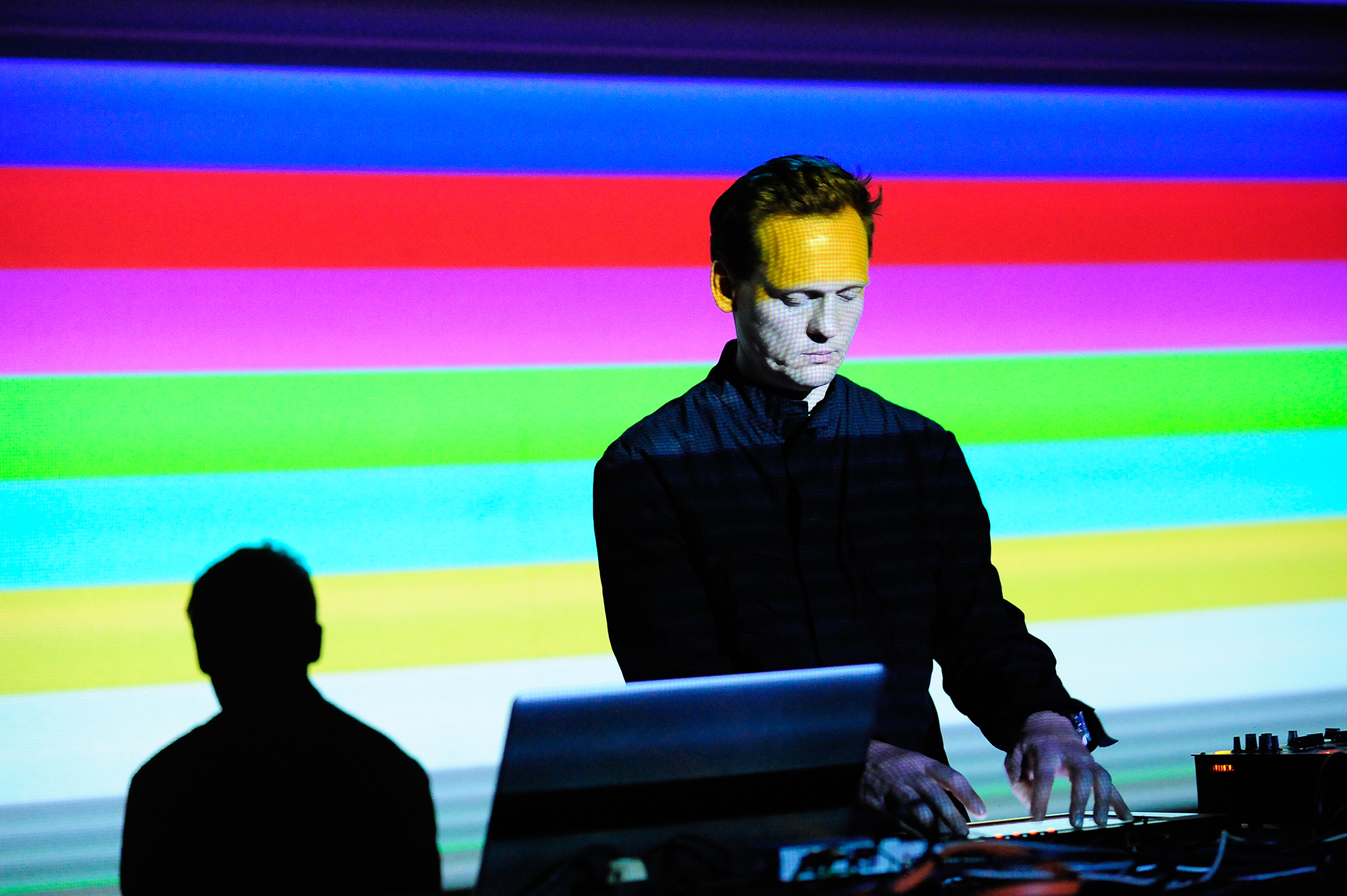
Carsten Nicolai během performance (2009)

- Peter Bömmels, malba, grafika a další média obrazové poezie
- Eberhard Bosslet, plastika a prostorové koncepty
- Monika Brandmeier, sochařství a média související s architekturou
- Ulrike Grossarth, komplexní umělecké dílo, kombinovaná technika
- Martin Honert, trojrozměrný design
- Ralf Kerbach, Malba, vizuální design a výzkum obrazu
- Robert Klümpen, orientační fáze výtvarného umění
- Christian Macketanz, malba
- Wilhelm Mundt, sochařství
- Carsten Nicolai, analogová a digitální obrazová média
- Wolfram Adalbert Scheffler, obraz – kresba, grafika, malba
- Christian Sery, interdisciplinární a experimentální malba
- Barbara Wille, orientační fáze výtvarného umění
- Carl Emanuel Wolff, sochařství

### Restaurování
Restaurátorské obory vyučují Thomas Danzl, Ursula Haller, Christoph Herm, Ivo Mohrmann a Andreas Schulze.

### Jevištní a kostýmní výtvarnictví
Tento studijní program vyučují Barbara Ehnes, Nadia Fistarol a Kattrin Michel.

### Divadelní design
Program vyučují Jens Büttner, Ulrich Eißner, Maren Greinke a Anne Neuser.

### Arteterapie
Program Arteterapie vede Doris Titze.

### Výtvarná teorie
Teoretické výtvarné předměty vyučují Olaf Lauströer, Constanze Peres, Dietmar Rübel, Donatus Thürnau a Bettina Uppenkamp.

## Ředitelé a rektoři

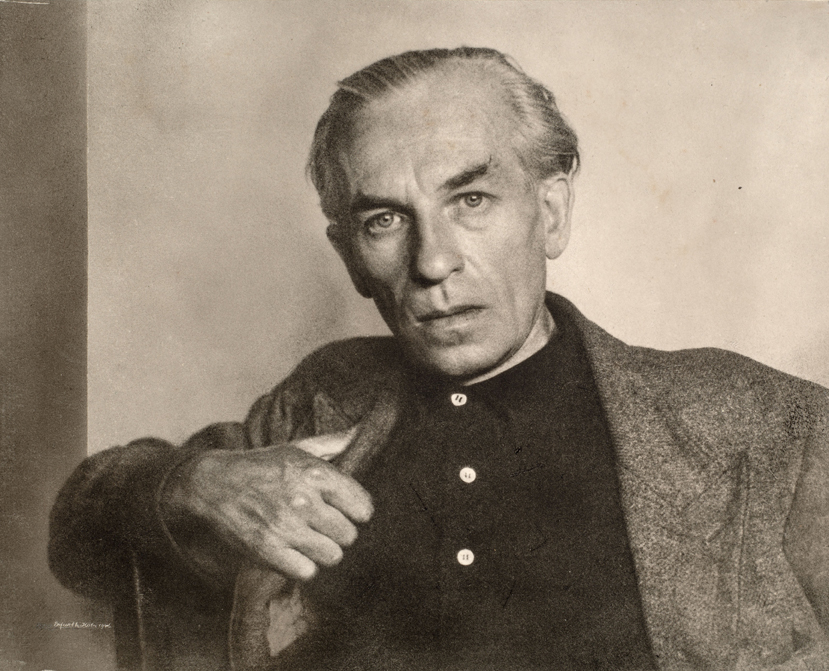
Prof. Hans Grundig v roce 1946

- 1764–1780 zakládající rektor Christian Ludwig von Hagedorn, generální ředitelství
- 1762–1776 Charles Hutin
- 1776–1795 Giovanni Battista Casanova
- 1776–1801 Johann Eleazar Zeissig
- 1780–1814 Camillo Marcolini, generální ředitelství
- 1810–1814 Friedrich Matthäi
- 1814–1815 Samospráva vykonávaná senátem, Johann Gottlieb Seyfert (1761–1824) byl sekretářem
- 1815–1837 Carl Wilhelm Graf Vitzthum von Eckstädt, generální ředitelství
- 1825–1842 Ferdinand Hartmann
- 1915–1919 Otto Gussmann
- 1927–1928 Max Feldbauer
- 1928–1929 Richard Dreher
- 1929–1931 Karl Albiker
- 1931–1932 Wilhelm Kreis
- 1932–1933 Georg Lührig
- 1933–1935 Richard Müller
- 1935–1938 Ferdinand Dorsch
- 1939–1941 Wilhelm Kreis
- 1941–1942 Paul Fliether
- 1942–1945 Willy Waldapfel
- 1945–1947 Reinhold Langner
- 1947–1948 Hans Grundig
- 1948–1950 Mart Stam
- 1950–1953 Fritz Dähn
- 1953–1959 Rudolf Bergander
- 1959–1964 Paul Michaelis
- 1964–1965 Rudolf Bergander
- 1965–1970 Gerhard Bondzin
- 1970–1974 Gerhard Kettner
- 1975–1979 Fritz Eisel
- 1979–1981 Gerhard Kettner
- 1982–1988 Ingo Sandner
- 1989–1990 Johannes Heisig
- 1991      Wolfgang Rother
- 1991–1992 Diether Schmidt
- 1992–1993 Horst Schuster
- 1993–1996 Horst Hirsig
- 1996–2005 Ulrich Schießl
- 2005–2012 Christian Sery
- 2013 – současnost Matthias Flügge

## Bývalí profesoři
- Hans Peter Adamski
- Walter Arnold
- Gottfried Bammes
- Carl Bantzer
- Eduard Bendemann
- Rudolf Bergander
- Emil Paul Börner
- Canaletto
- Julius Schnorr von Carolsfeld
- Giovanni Battista Casanova
- Johan Christian Clausen Dahl
- Lutz Dammbeck
- Jutta Damme
- Otto Dix
- Fritz Eisel
- Karl Gottfried Traugott Faber
- Carl Christian Fechhelm
- Max Feldbauer
- Max Frey
- Caspar David Friedrich
- Anton Graff
- Josef Maria Grassi
- Lea Grundig
- Christian August Günther
- Richard Guhr
- Otto Gussmann
- Ernst Julius Hähnel
- Karl Hanusch
- Ferdinand Hartmann
- Johannes Heisig
- Alfred Hesse
- Horst Hirsig
- Eugen Hoffmann
- Ludwig von Hofmann
- Elke Hopfe
- Günter Horlbeck
- Charles Hutin
- Gerhard Kettner
- Erich Kleinhempel
- Siegfried Klotz
- Oskar Kokoschka
- Wilhelm Kreis
- Gerhard von Kügelgen
- Gotthardt Kuehl
- Herbert Kunze
- Constantin Lipsius
- Johann Friedrich Matthäi
- Ismael Mengs, honorární profesor
- Richard Müller
- Hermann Nicolai
- Adam Friedrich Oeser
- Ferdinand Pauwels
- Carl Gottlieb Peschel
- Traugott Leberecht Pochmann
- Detlef Reinemer
- Moritz Retzsch
- Adrian Ludwig Richter
- Wilhelm Rudolph
- Ursula Sax
- Hans Schadow
- Johannes Schilling
- Osmar Schindler
- Julius Scholtz
- Klaus Schwabe
- Max Schwimmer
- Jakob Crescenz Seydelmann
- Gottfried Semper
- Louis de Silvestre
- Robert Sterl
- Joseph Thürmer
- Max Uhlig
- Philipp Veith
- Christian Leberecht Vogel
- Carl Christian Vogel von Vogelstein
- Paul Wallot
- Wilhelm Walther
- Claus Weidensdorfer
- Georg Wrba
- Johann Eleazar Zeissig
- Oskar Zwintscher

## Známí absolventi

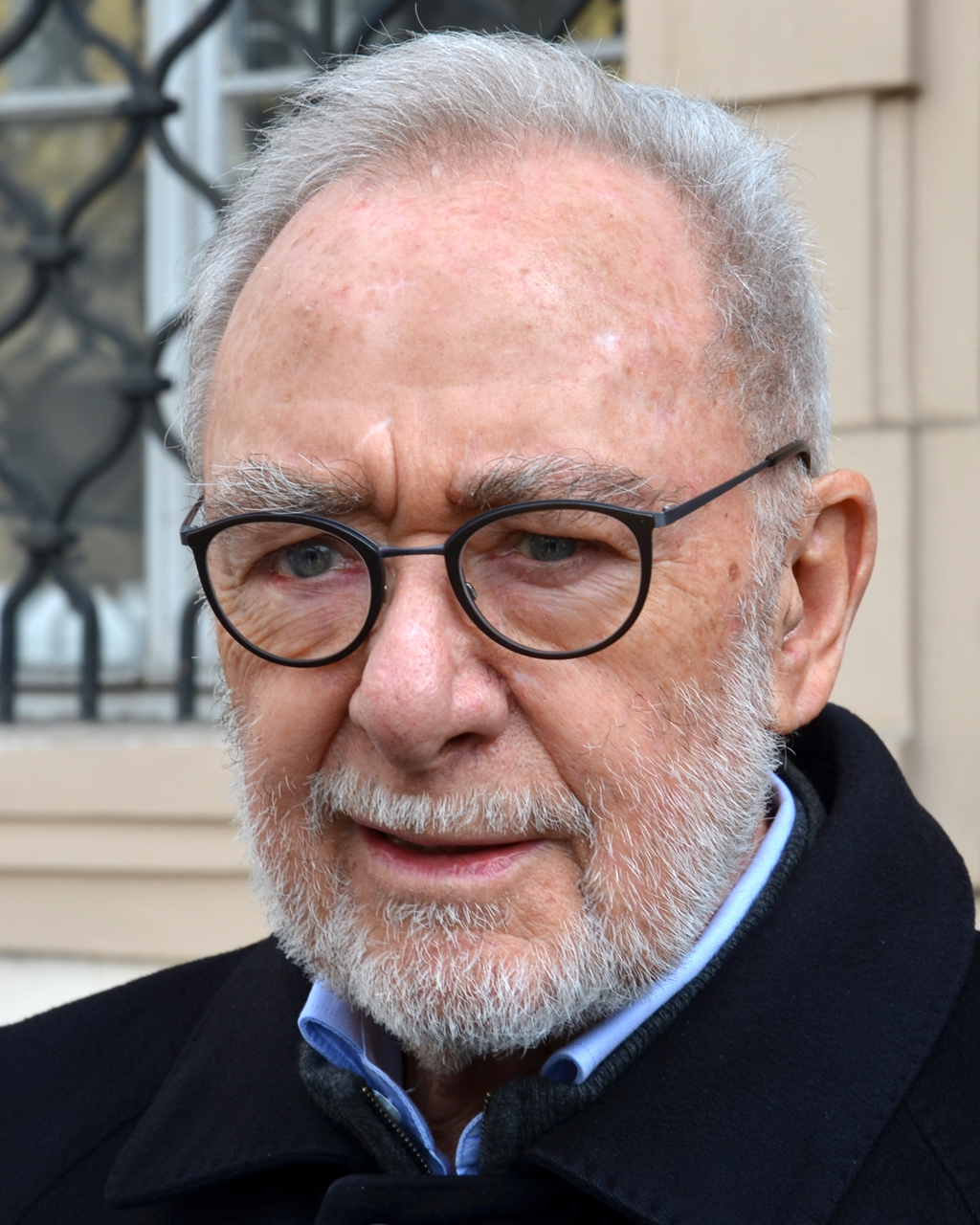
Gerhard Richter, Praha (2017)

- Anton Raphael Mengs (1728–1779), malíř
- Philipp Otto Runge (1777–1810), malíř rané romantiky
- Adrian Ludwig Richter (1803–1884), malíř a kreslíř
- Fritz von Uhde (1848–1911), důstojník jezdectva a malíř
- August Frind (1852–1924), malíř
- Otto Mueller (1874–1930), malíř a litograf
- Josef Hegenbarth (1884–1962), malíř, grafik a ilustrátor
- Lasar Segall (1891–1957), malíř
- Pol Cassel (1892–1945), malíř a grafik
- George Grosz (1893–1959), kreslíř a malíř
- Karel Niestrath (1896–1971), sochař
- Conrad Felixmüller (1897–1977), malíř
- Gerhard Richter (* 1932), malíř